# 胎借
胎借即胎，為流行於台灣的一種借貸方式。
胎指訂約借錢並以不動產當作抵押，使用權為債務人所享，若債務人不能還債則沒收抵押品。